# Ram Jaane – Die Liebe seines Lebens
Ram Jaane – Die Liebe seines Lebens ist eine Bollywood-Produktion, die 1995 erschienen ist.

## Handlung
Ein Mann fährt mit seinem Auto die Straße runter und hält an, um ein kleines Baby in den Abfall zu werfen. Ein alter Mann findet dieses Baby und zieht es auf. Er gibt ihm den Namen „Ram Jaane“ (d. h. weiß Gott). Als kleiner Junge schon handelte Ram Jaane sich viel Ärger ein. So landet er in einem Heim, aus dem er später dann ausbricht.
Als erwachsener Mann arbeitet Ram Jaane nun für einen mächtigen Gangster. Bald gerät er in die Hände des rücksichtslosen, brutalen Inspektor Chunte und kommt für viele Jahre ins Gefängnis.
Nachdem er aus dem Gefängnis freikommt, kommt er bei seinem Jugendfreund Murli unter, der ein Heim für Kinder leitet, die kein Zuhause haben. Murli arbeitet dort mit der schönen Bela zusammen, der Frau, in die Ram Jaane seit seiner Jugend verliebt ist. Doch Bela ist in Murli verliebt und er kann ihr Herz erobern. Um sich abzulenken, taucht Ram Jaane wieder in die Kriminalität ab.

## Auszeichnungen
- 1995 Asian Paints Star Screen in Ram Jaane: Shahrukh Khan
- Screen Award – Beste Dialoge